# Ole Andersen (trompetist)
 Der er flere personer med dette navn, se Ole Andersen.
Ole Carsten Andersen (født 10. august 1942 i Slangerup) er en dansk trompetist og musiklærer. Derudover er han dirigent for amatørorkesteret Nykøbing Sjælland Stadsorkester.

## Uddannelse
Ole Andersen begyndte som musiker som 13-årig og blev som 16-årig optaget på Det Kongelige Danske Musikkonservatorium, hvor Kurt A. Pedersen var hans lærer i trompet 1958-1961.

## Orkestermusiker
Som 18-årig blev han solotrompetist i Radiounderholdningsorkestret, hvor han virkede under kapelmester Grethe Kolbe i 5 år, indtil han i 1966 blev solotrompetist i Det Kongelige Kapel, hvor Knud Hovaldt blev hans sidemand. Efter to år i Det Kongelige Kapel blev han i 1968 solotrompetist i DR Radiosymfoniorkestret, hvor han havde denne plads til sin afgang for aldersgrænsen i 2006.
Som medlem af DR Radiosymfoniorkestret medvirkede Ole Andersen på henved 100 pladeproduktioner, som orkestret lavede under dirigenter såsom Herbert Blomstedt, Gennady Rohzdestvensky, Yuri Ahronovitch, Dmitri Kitaenko, Gerd Albrecht, Leif Segerstam, Ulf Schirmer, Michael Schønwandt og Thomas Dausgaard.
Ole Andersen indførte brugen af wienertrompet i danske symfoniorkestre.[kilde mangler] Han har undervist både indenlands og udenlands i spil på wienertrompet.[kilde mangler]
For sin indsats gennem årene er Ole Andersen udnævnt til Ridder af Dannebrog.
Ole Andersens plads i DR Radiosymfoniorkestret merførte, at han også kunne komme til at indspille soloplader og være solist med symfoniorkestre i ind- og udland. På Bonanza.dk spiller han Knudåge Riisagers trompetkoncert og medvirker som musiker og samtalepartner i tv-produktionen Mens musikken spiller fra 1980.

## Musiklærer
I 15 år var Ole Andersen knyttet til Det Kongelige Danske Musikkonservatorium som assistent, senere timelærer og docent i trompetspil. Blandt hans elever kan nævnes Ketil Christensen, Gorm Hovaldt, Michael Brydenfeldt, Lars Ranch, John Elith Sørensen og nordmændene John Fredheim, Per Morten Bye og Reidar Bye.
Ole Andersen er stadig (pr. 2014) aktiv som privat trompetlærer.

## Privatliv
Ole Andersen er gift med mezzosopran og organist Annette Lindbjerg Simonsen.
Ole Andersen er frimurer. Han meldte sig ind i foreningen Den Danske Frimurerorden den 1. marts 1978, hvor han i dag har X grad. Han er virksom som dirigent for det såkaldte Frimurerorkester i foreningens bygning (kaldet Stamhuset) på Blegdamsvej i København. Med kor og orkester har han fremført værker såsom Mozarts Requiem ved foreningens koncerter i Stamhuset.